# 필 어윈
필립 앤드루 어윈(Phillip Andrew Irwin , 1987년 2월 25일 ~ )은 미국 출신의 야구 선수이자, 전 메이저 리그 텍사스 레인저스의 투수이다.

## 미국 프로야구 시절
2009년 피츠버그 파이리츠에 입단하여 프로 생활을 시작하지만 3년간은 마이너 리그에만 머물다 2012년부터 3년간 메이저 리그에서 활약하였고, 2014년에는 텍사스 레인저스에서 한국인 빅리거 추신수와 한 팀에서 활약하였다.

## 한국 프로야구 시절

### KT 위즈시절
2015년부터 한국 프로 야구에 진출하여 KT 위즈 창단 4호 용병으로 활약했다. 총액 55만 달러에 계약했다. 개막전 선발로 나섰지만 1승 7패 평균자책점 8.69이라는 처참한 성적을 남기고 결국 2015년 6월 27일 웨이버 공시되어 2015년 외국인 선수 7호 퇴출 선수가 되었다. 그의 대체선수로 저스틴 저마노가 영입되었다.

## 참조
1. ↑  참을만큼 참은 kt, 필 어윈 웨이버 공시 요청-스포츠 조선